# Rotation and Interior Structure Experiment

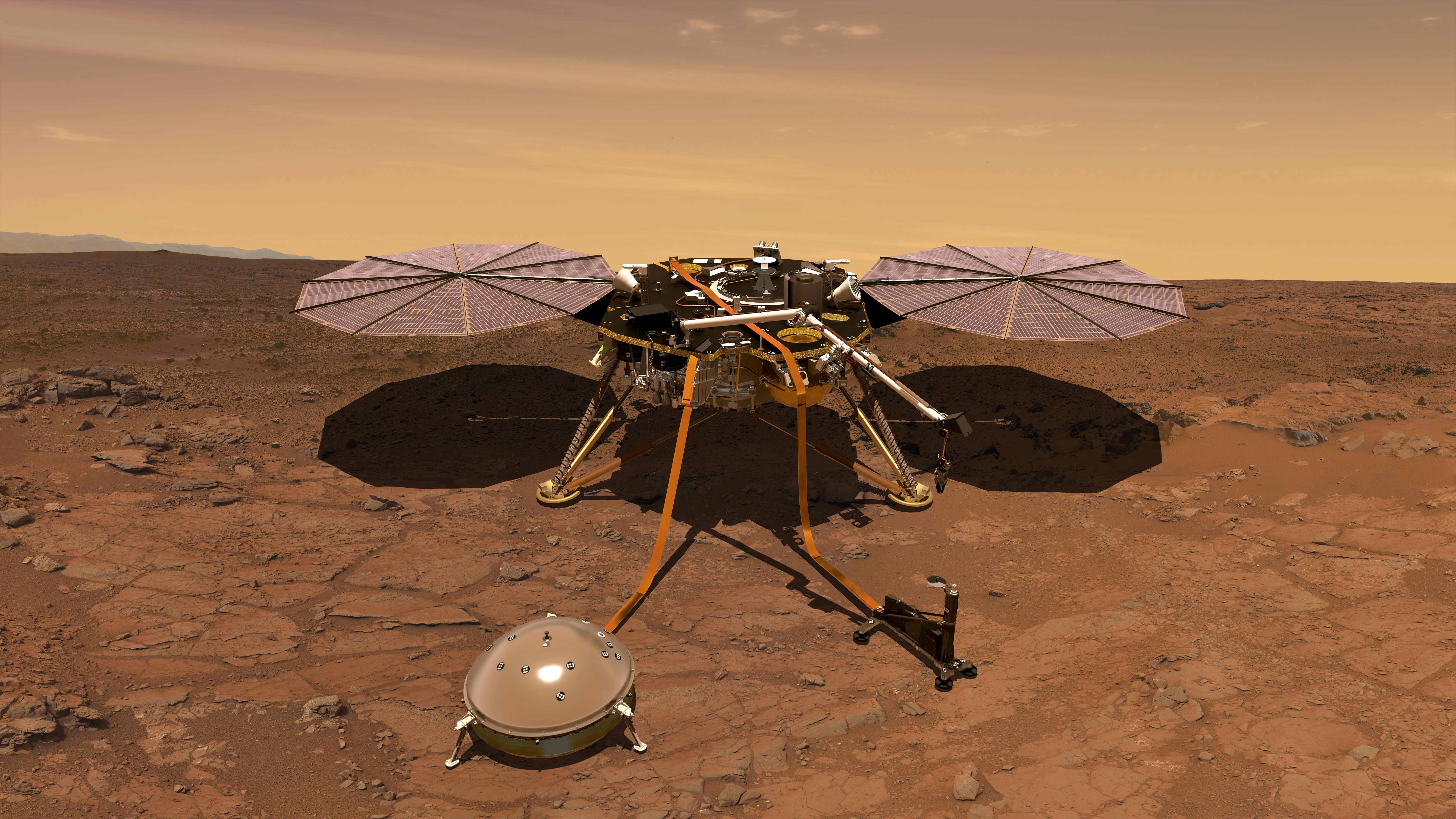
Representación gráfica de la InSight en Marte

El experimento de rotación y estructura interior (RISE, por sus siglas en inglés, Rotation and Interior Structure Experiment) es un experimento de radio ciencia a bordo del módulo de aterrizaje InSight que utilizará el sistema de comunicación de la nave espacial para proporcionar mediciones precisas de la rotación y oscilación de Marte. RISE rastrea con precisión la ubicación del módulo de aterrizaje para medir cuánto se bambolea el eje de Marte a medida que orbita alrededor del Sol. Estas observaciones proporcionarán nuevas restricciones al radio del núcleo y ayudarán a determinar si el núcleo de Marte es en su mayoría líquido, y qué otros elementos, además del hierro, pueden estar presentes. Este estudio también ayudará a los científicos a comprender por qué el campo magnético de Marte es tan débil, en comparación con el de la Tierra.
La misión se lanzó el 5 de mayo de 2018 y aterrizó en la superficie de Marte en Elysium Planitia el 26 de noviembre de 2018.